# 에일린 다이어츠

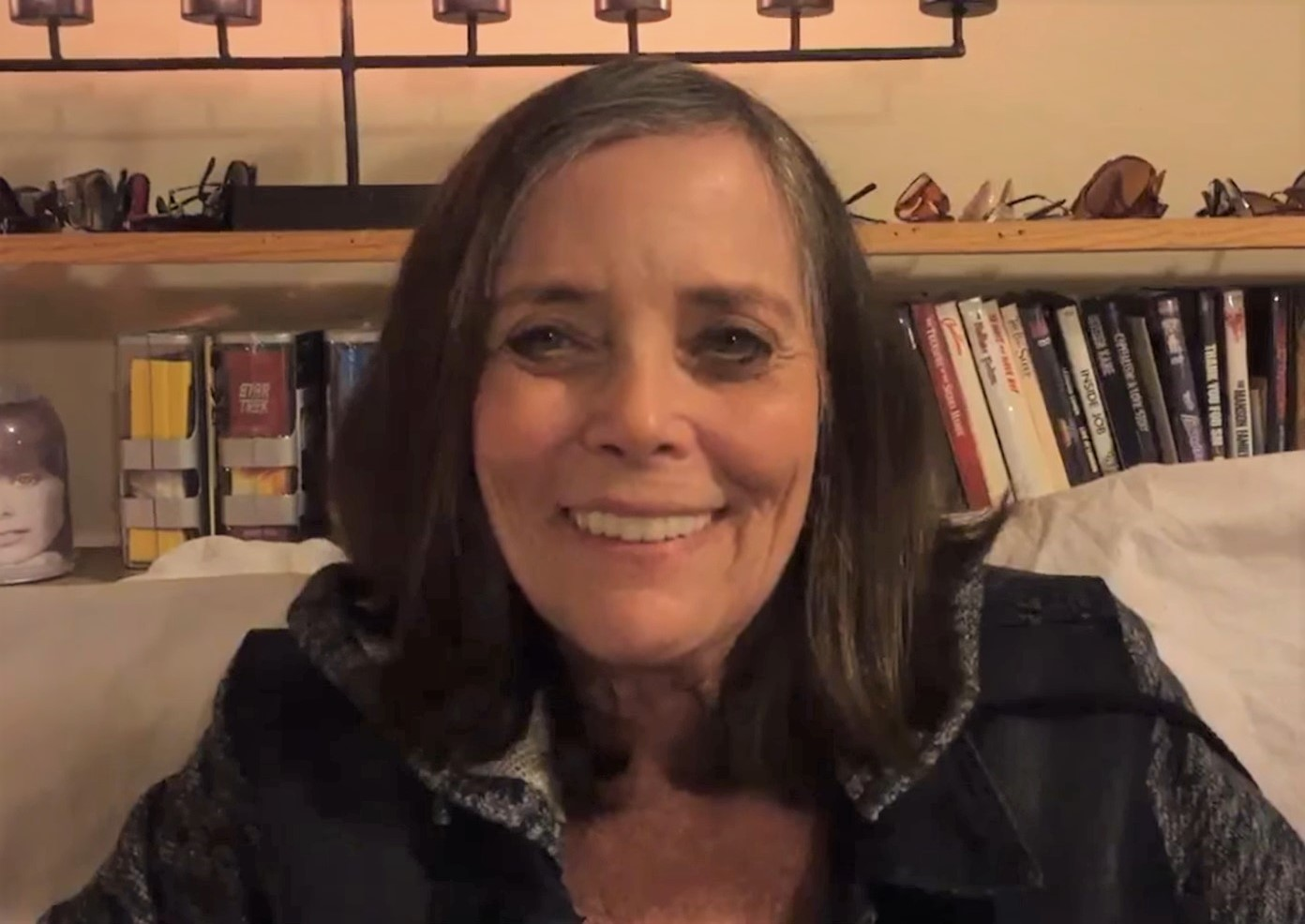

아일린 디츠(Eileen Dietz, 영어 발음: /ˈaɪliːn ˈdiːʦ/, 1945년 1월 11일 ~ )는 미국의 배우이다.

## 영화
- 웨이크필드 프로젝트 (2019년)
- 위자드림 (2018년)
- 레이크 엘리스 (2017년)
- 항문남녀 (2017, Assholes)
- 파이어 트위스터 (2015년) - 새디 역
- 데몬: 악령의 저주 (2014년) - 그레이스 역
- 스노우 화이트: 어 데들리 썸머 (2012년)
- 커스텀 메리 (2011년)
- 프리웨이 킬러 (2010년) - 앨리스 역
- H2: 어느 살인마의 가족 이야기 (2009년)
- 크립쇼 3 (2006년)
- 네이버후드 왓치 (2005년)
- 칼라 (2005년)
- 더 크로너스 호러 (1979년)
- 엑소시스트 (1973년)